# Noord-Midden-Timor
Noord-Midden-Timor ( ID: Timor Tengah Utara) is een regentschap (kabupaten) op West-Timor, Indonesië. Het is een van de regentschappen van de provincie Oost-Nusa Tenggara.

## Geografie
Noord-Midden-Timor heeft een oppervlakte van 2.670 km². De hoofdstad is Kefamenanu.
Het regentschap omvat de volgende 24 districten: Biboki Anleu, Biboki Feotleu, Biboki Moenleu, Biboki Selatan, Biboki Tanpah, Biboki Utara, Bikomi Ninulat, Bikomi Selatan, Bikomi Tengah, Bikomi Utara, Insana, Insana Barat, Insana Fafinesu, Insana Tengah, Insana Utara, Kota Kefamenanu, Miomaffo Barat, Miomaffo Tengah, Miomaffo Timur, Musi, Mutis, Naibenu, Noemuti, Noemuti Timur.
In het westen van het regentschap ligt de hoogste berg van West-Timor, de Mutis, met een hoogte van 2.427 m. In het noorden grenst het regentschap aan de Sawu Zee, in het oosten aan de regentschappen Belu en Malaka, in het zuiden aan het regentschap Zuid-Midden-Timor en het regentschap Kupang, en in het westen aan de exclave Oe-Cusse Ambeno, behorende bij de Democratische Republiek Oost-Timor.

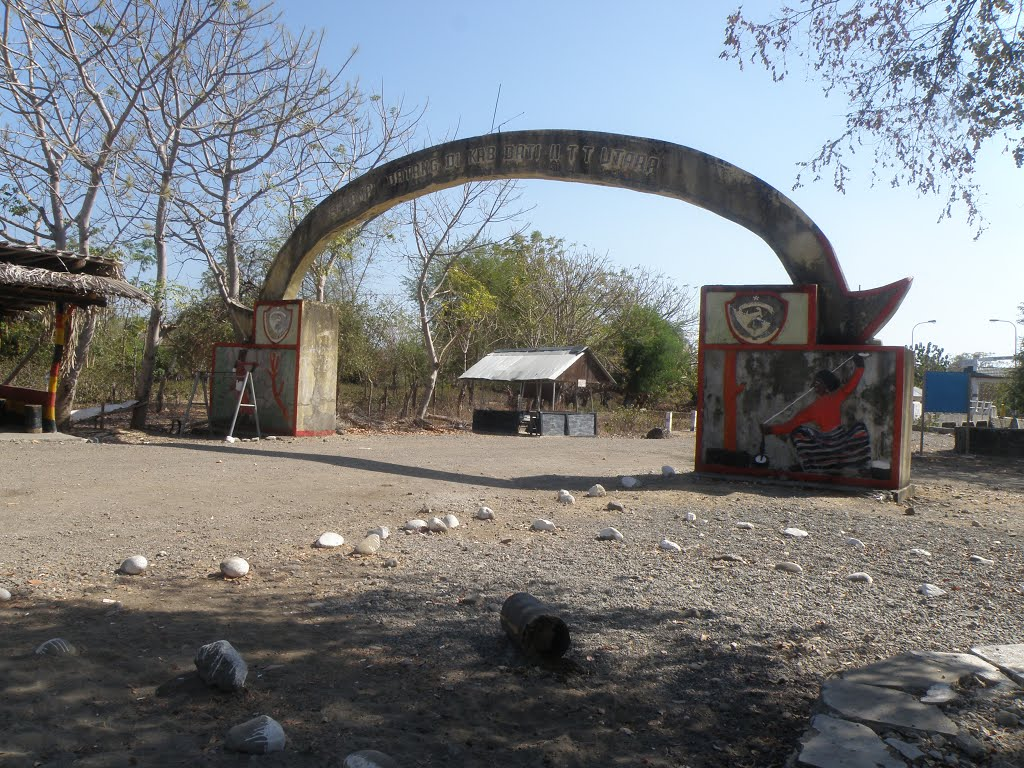
Grenspost tussen Wini (district Insana Utara) en Pante Macassar (hoofdstad van Oe-Cusse Ambeno).

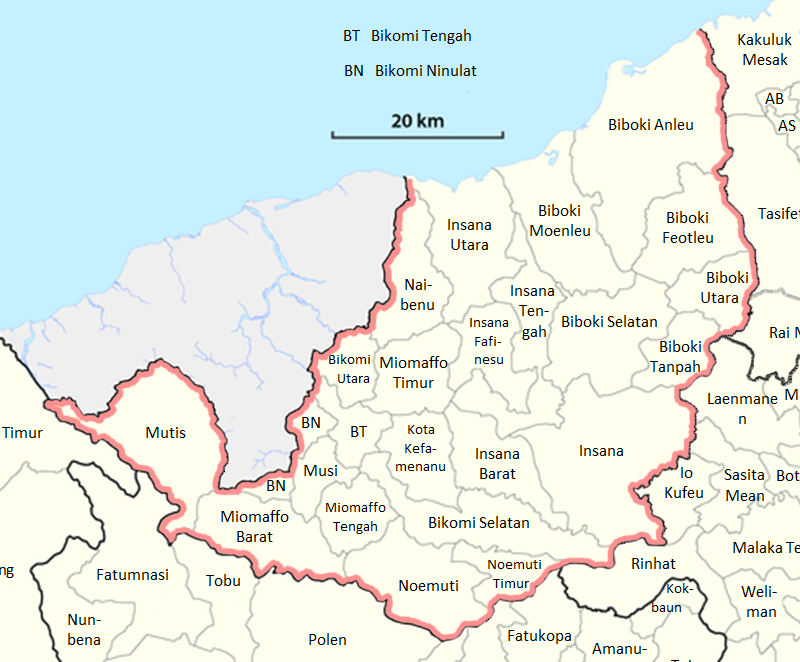
Regentschap Noord-Midden-Timor met zijn districten

## Geologie
De dikte, aard en helling van de toplaag is plaatselijk zodanig dat de bodem erosiegevoelig is. Zulke bodems komen met name voor in de districten Miomaffo Barat, Biboki Selatan en Biboki Utara.

## Demografie
Er wonen 259.829 mensen en de dichtheid bedraagt 97 mensen/km². Opgave: 2020.
Het regentschap kent een hoog percentage katholieken: 89,9 %. De verdere percentages zijn: 8,1 % protestant, 1,9 % moslim, 0,07 % hindoe en 0,01 % boeddhist.

## Toerisme
Als toeristische mogelijkheden worden beschreven:
1. Waterval Pah Koto in Tasinifu, district Mutis.
2. Waterval Bonemnaisio in Tuntun, district Miomaffo Timur.
3. Pantai Wini strand in Humusu C, district Insana Utara.
4. Pantai Tanjung Bastian strand, in Humusu C, district Insana Utara.
5. Natuurpark Mutis in district Mutis.
6. Traditioneel dorp Tamkesi in Tautpah, district Biboki Selatan.

## Transport
Het dorp of subdistrict Wini, district Insana Utara, beschikt over een haven. Er kunnen schepen tot 5000 bruto-registerton aanmeren. Er wordt via deze haven onder anderen mangaan-erts geëxporteerd. Ook is er een veerdienst tussen Wini en Atapupu.

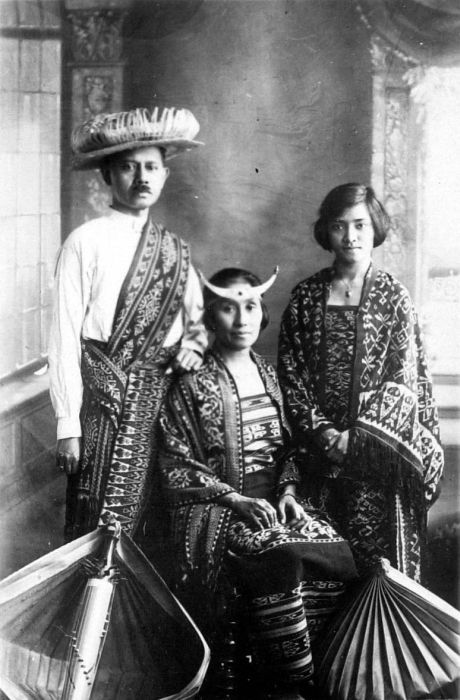
Timorezen in nationaal kostuum en met muziekinstrumenten.
Timorese mannen, Midden-Timor.
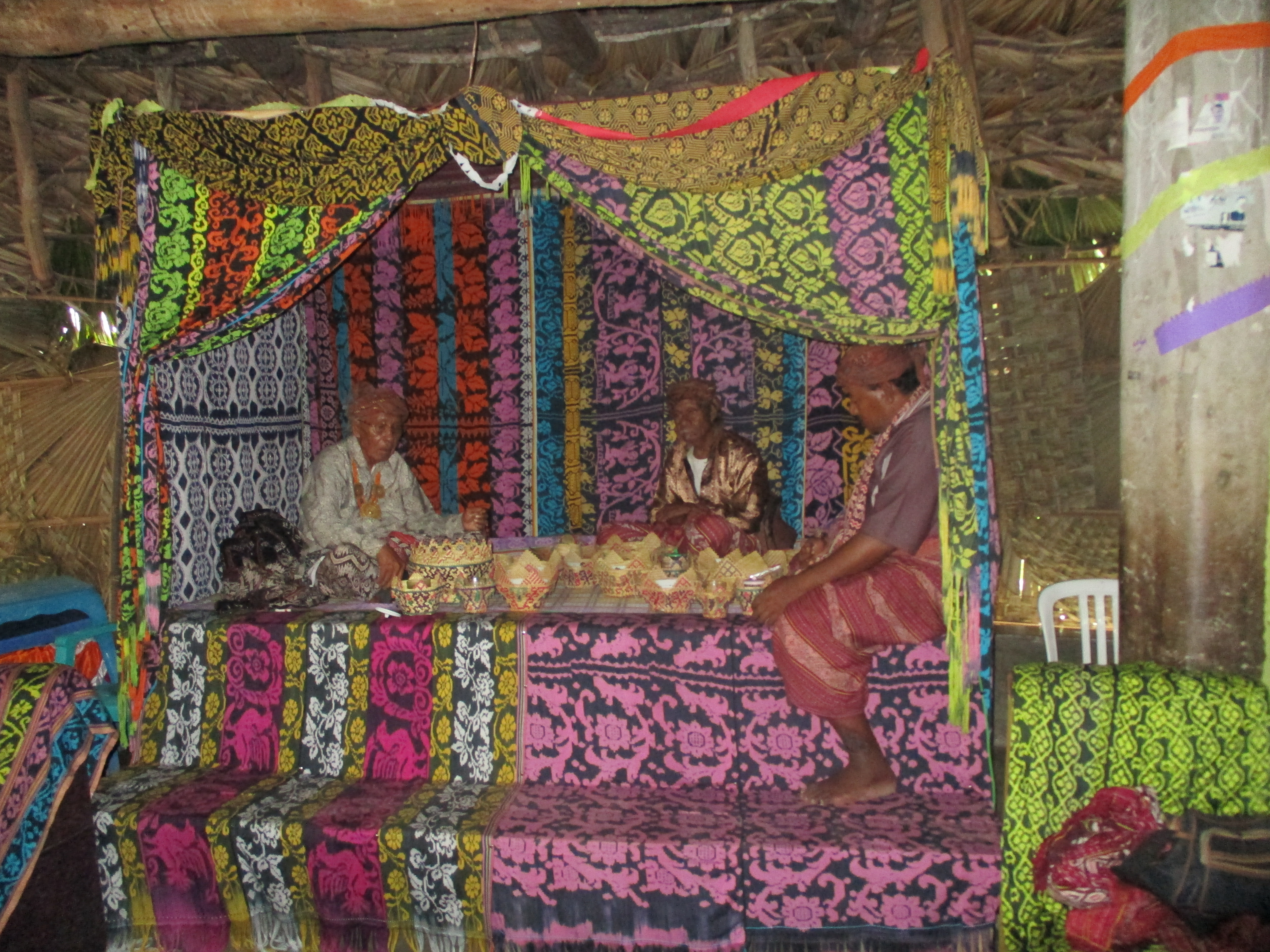
Bezoek door de Raja van Biboki aan het dorp Motadik.
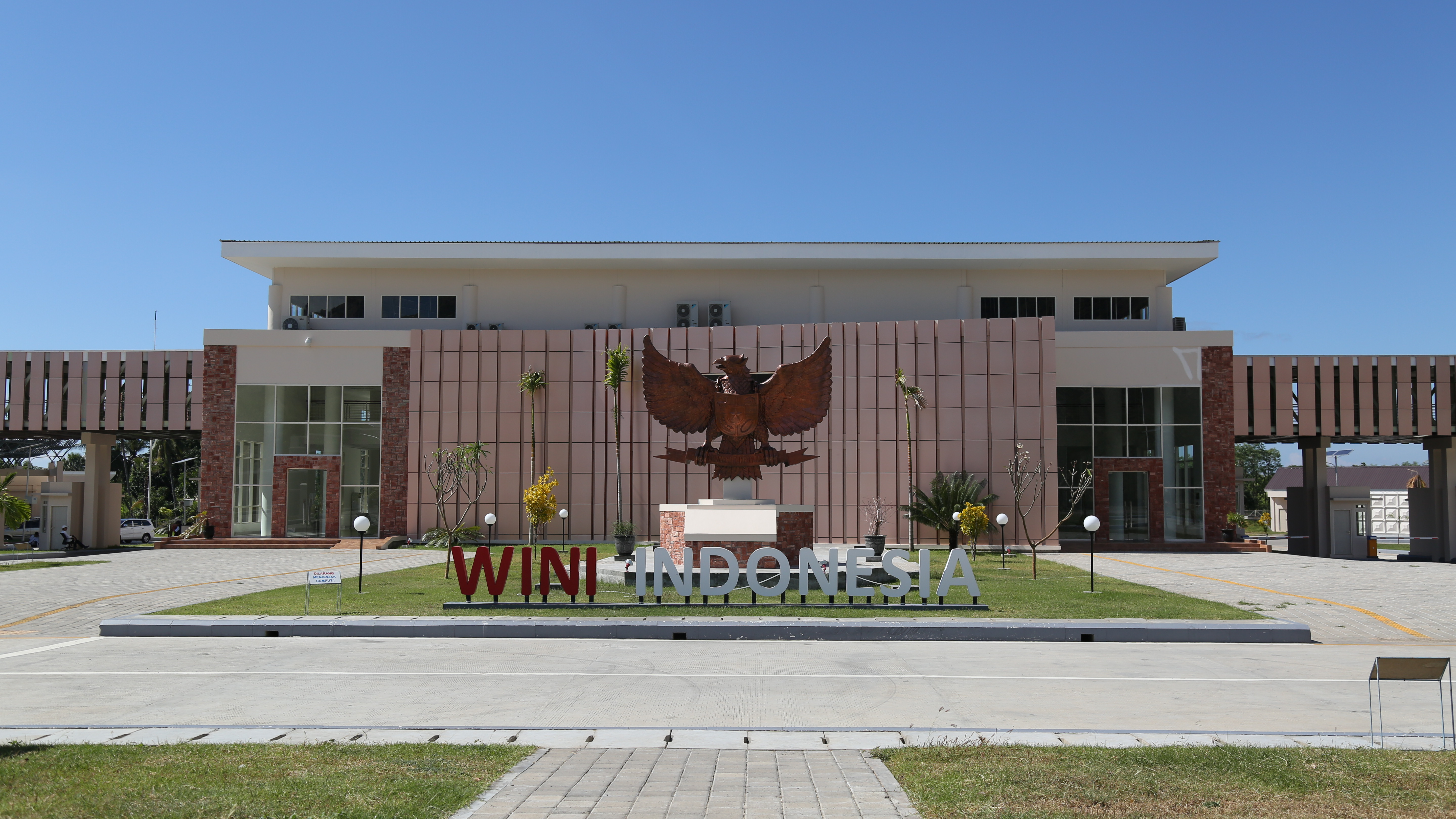
Wini geïntegreerde grenspost in de stad Wini, Indonesië